# Droga wojewódzka 518
Die Droga wojewódzka 518 (DW 518) ist eine polnische Woiwodschaftsstraße. Sie verläuft innerhalb der Woiwodschaft Pommern und verbindet den Powiat Tczewski (Kreis Dirschau) mit dem Powiat Kwidzyński (Kreis Marienwerder). Auf einer Länge von 15 Kilometern stellt sie außerdem ein Bindeglied zwischen den Landesstraßen DK 1 (auch: Europastraße 75) westlich der Weichsel und der DK 55 östlich der Weichsel dar.

## Streckenverlauf
Woiwodschaft Pommern
- Powiat Tczewski (Kreis Dirschau):
  - Gniew (Mewe) (→ DK 1: Danzig–Cieszyn (Teschen)/Tschechien und DW 234: Skórcz–Gniew)

- ~ Wisła (Weichsel) ~ (Fährbetrieb)
- Powiat Kwidzyński (Kreis Marienwerder in  Westpreußen):
  - Janowo (1939–45 Johannisdorf) (→ DW 525: Ryjewo (Rehhof)–Szałwinek (Schadewinkel)–Janowo)
  - Gurcz (Gutsch, 1938–45 Zandersfelde) (→ Gurcz–Ryjewo (Rehhof)–Sztumska Wieś (Stuhmsdorf))
  - Podzamcze (Unterberg) (→ DW 529: Brachlewo (Rachelshof)–Podzamcze)
  - Kwidzyn (Marienwerder in Westpreußen) (→ DK 55: Nowy Dwór Gdański (Tiegenhof)–Malbork (Marienburg in Westpreußen)– Grudziądz (Graudenz)–Stolno, DW 521: Kwidzyn–Prabuta (Riesenburg)–Susz (Rosenberg in Westpreußen)–  Iława (Deutsch Eylau) und DW 588: Opalenie (Münsterwalde)–Grabówko (Klein Grabau)–Kwidzyn)